# Дојлстаун (Пенсилванија)
Дојлстаун (енгл. Doylestown) град је у америчкој савезној држави Пенсилванија.

## Демографија
По попису из 2010. године број становника је 8.380, што је 153 (1,9%) становника више него 2000. године.
| Група             | 2000.         | 2010.         |
| Белци             | 7.834 (95,2%) | 7.814 (93,2%) |
| Афроамериканци    | 107 (1,3%)    | 106 (1,3%)    |
| Азијати           | 117 (1,4%)    | 158 (1,9%)    |
| Хиспаноамериканци | 99 (1,2%)     | 171 (2,0%)    |
| Укупно            | 8.227         | 8.380         |